# Niedernfels

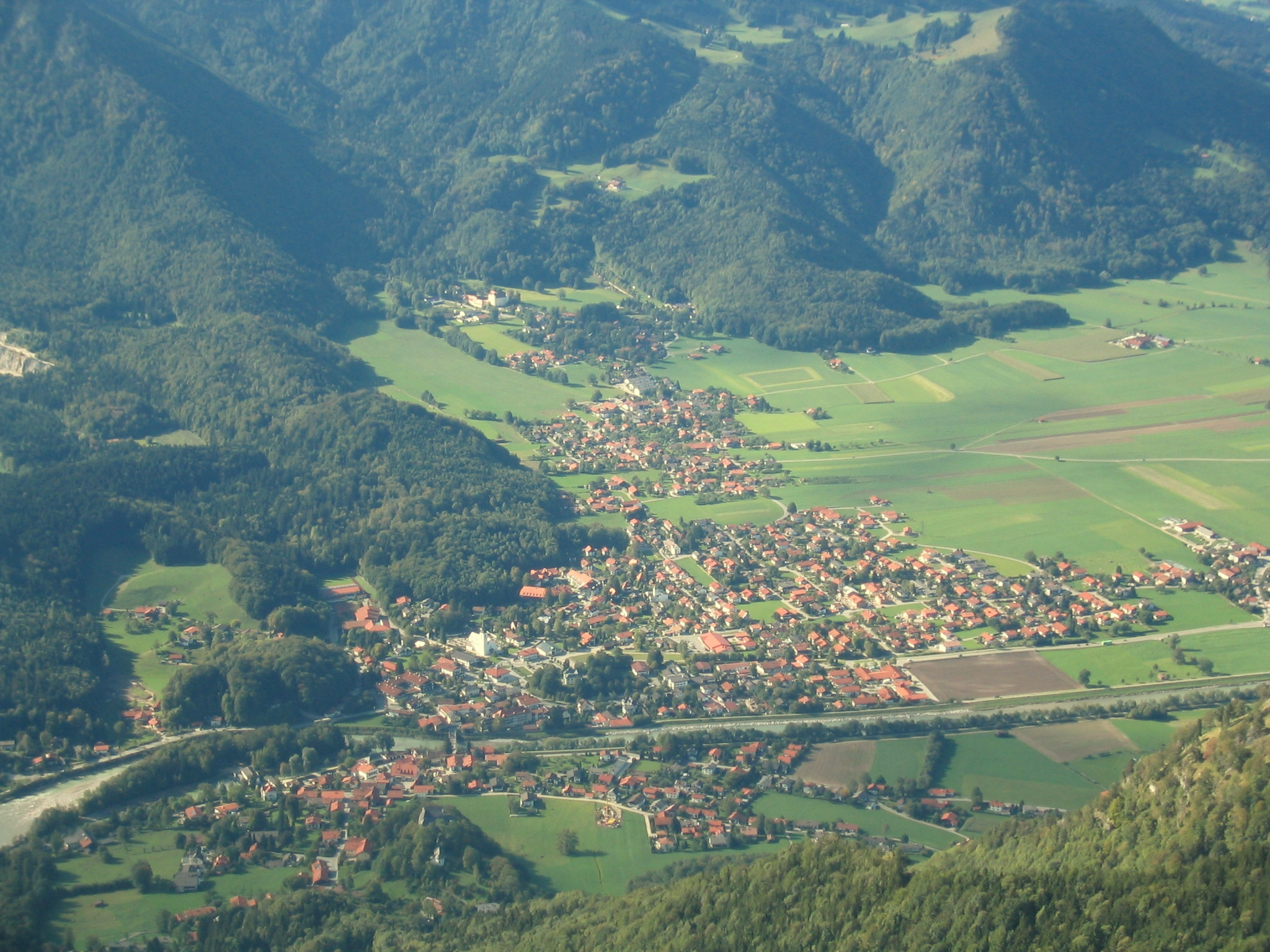
Marquartstein mit Piesenhausen und Niedernfels

Niedernfels ist ein Gemeindeteil der Gemeinde Marquartstein im oberbayerischen Landkreis Traunstein. Das Dorf mit 350 Einwohnern liegt westlich von Marquartstein in einem Talkessel.

## Geschichte
Im Jahr 988 wird ein „Wernherus de Velse“ und ein Herrensitz in Niedernfels erwähnt.
Im Jahre 1962 wurde Niedernfels von der Gemeinde Grassau in die Gemeinde Marquartstein umgemeindet.

## Baudenkmäler

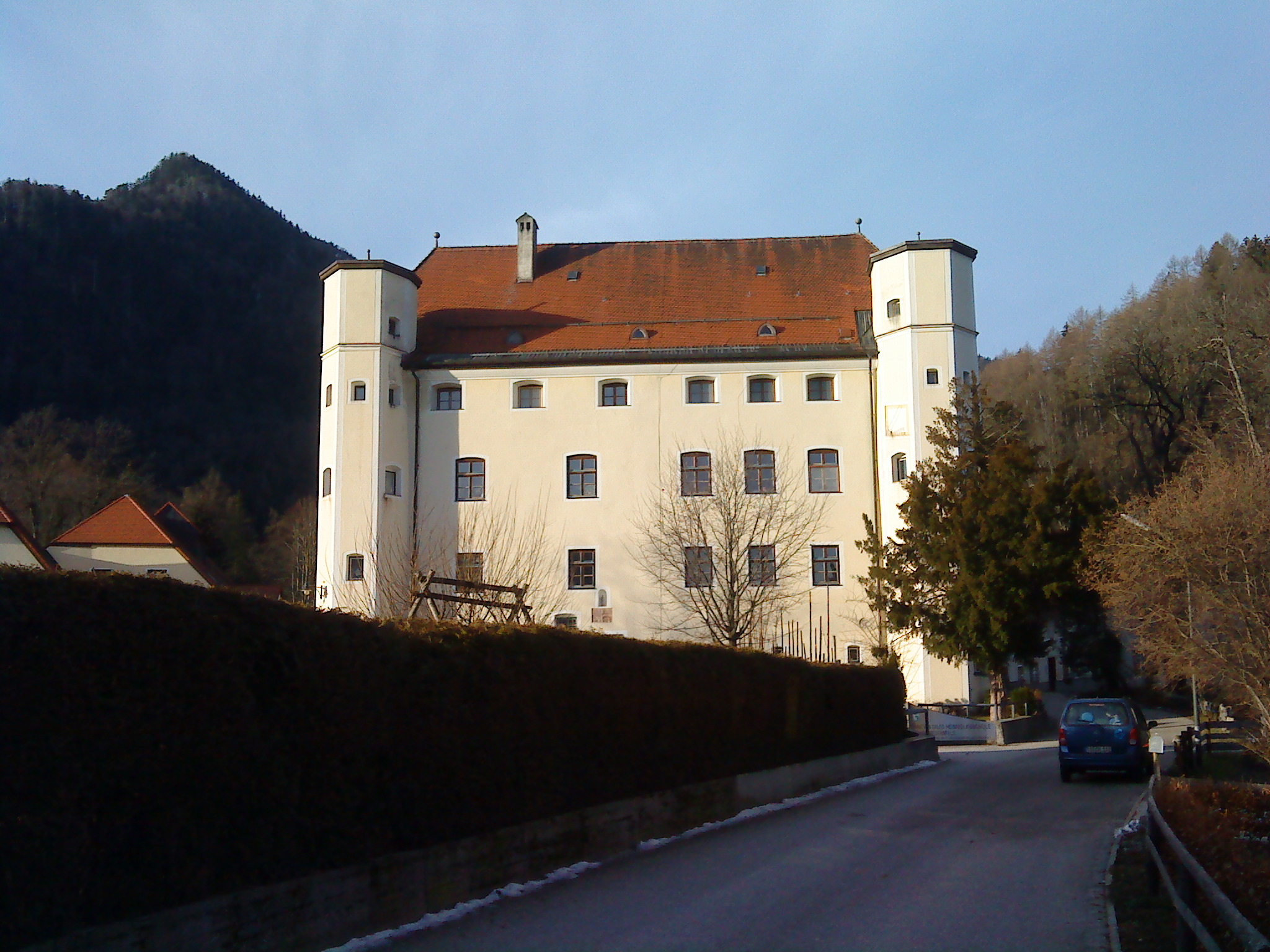
Schloss Niedernfels

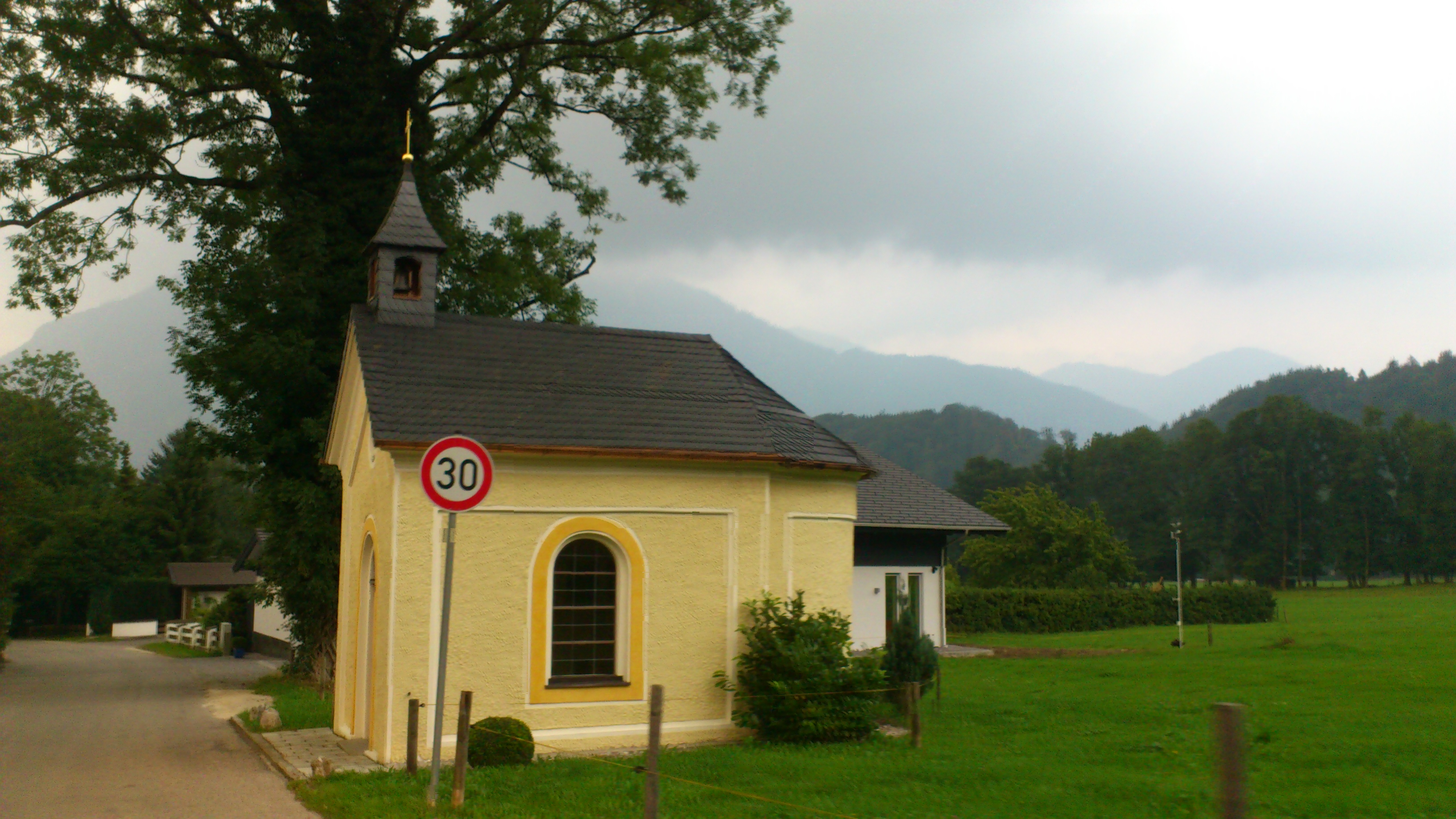
Nepomuk-Kapelle

In der Liste der Baudenkmäler in Marquartstein sind für Niedernfels zwei Baudenkmäler aufgeführt:
- das Schloss Niedernfels, erbaut 1568, heute Franz von Sales-Heimvolksschule, und
- die Nepomuk-Kapelle, erbaut 1888

## Freizeit
- Märchenpark
- Sommerrodelbahn
- Sessellift zur Hochplatte